# Општина Горнешти (Муреш)
Горнешти (рум. Gorneşti) општина је у Румунији у округу Муреш.
Oпштина се налази на надморској висини од 471 m.